# هارفي رايس
هارفي رايس (بالإنجليزية: Harvey Rice)‏ هو سياسي أمريكي، ولد في 11 يونيو 1800 في كونواي في الولايات المتحدة، وتوفي في 7 نوفمبر 1891 في كليفلاند في الولايات المتحدة. انتخب عضو مجلس نواب أوهايو.